# Asan Foun
Die Asan Foun (deutsch Neu-Asan) ist eine Süßwasserlagune nahe der Südküste Osttimors. Sie liegt an der Grenze des Sucos Maudemo zum Suco Casabauc (Verwaltungsamt Tilomar, Gemeinde Cova Lima). Die Lagune hat eine Fläche von etwa 5 Hektar.
Zur Fauna der Lagune gehören Leistenkrokodile und eingeschleppte Apfelschnecken (Ampullariidae). Das Ufer ist mit Sagopalmen, Röhricht und Kasuarinen bewachsen. Auf der Lagune finden sich Seerosen.